# Шертвитис, Томас Альгисович
Томас Альгисович Шертвитис (нем. Thomas Schertwitis, родился 2 сентября 1972 года в Алма-Ате) — казахстанский, позже немецкий и российский ватерполист, известный по выступлениям за казанский ватерпольный клуб «Синтез». Обладатель Кубка ЛЕН 2006/2007. Мастер спорта международного класса.

## Биография

### Происхождение и семья
Отец — литовец, в 1945 году был арестован как член антисоветской группы и был приговорён к 25 годам тюрьмы вместо смертной казни. Отсидел 15 лет, был затем выслан в Казахстан. Мать — немка, в 1930-е годы её семья была репрессирована. Родители познакомились в Алма-Ате, преподавали в вузах. Осенью 1993 года Шертвитисы переехали в Германию, поселившись в бывшем Западном Берлине, хотя адаптация в новом обществе Томасу давалась сложно. Он учился на юриста в Германии, но не завершил своё образование.
По данным на 2012 год проживал в Берлине и занимался тренерской работой в водном поло, обучая юных спортсменов.

### Спортивная карьера

#### Клубная
Шертвитис окончил в 1998 году Казахский государственный институт физической культуры. В 1997—2004 годах выступал за клуб «Шпандау-04» в чемпионате Германии, становился 8-кратным чемпионом страны, 7-кратным обладателем Кубка и 7-кратным обладателем Суперкубка. Чемпион Греции 2005 года.
В 2005 году перешёл в казанский «Синтез» по предложению менеджера и администратора клуба Кирилла Макарова. Отчасти на переход повлияло знакомство Шертвитиса с тогдашним игроком «Синтеза» и будущим вице-президентом клуба Иреком Зиннуровым. С казанским клубом он стал серебряным призёром чемпионата России, выиграл Кубок России в 2005 году и занял 3-е место на Кубке России в 2006 году. Дошёл с казанцами до финала Кубка ЛЕН сезона 2005/2006. На следующий сезон выиграл с казанцами чемпионат России и кубок ЛЕН: в двухматчевом финале Кубка ЛЕН казанцы обыграли хорватский клуб «Шибеник» по сумме двух встреч (12:10, 9:10) и стали первым с 1999 года российским клубом, выигравшим клубный европейский турнир по водному поло.
В сезоне 2007/2008 Шертвитис стал серебряным призёром чемпионата России. Был капитаном казанского клуба. В сезоне 2010/2011 с казанской командой занял 3-е место в чемпионате России и 4-е место в Кубке, в сезоне 2011/2012 занял 2-е место в чемпионате (победил в полуфинале «Штурм-2002», но уступил в финале «Спартаку-Волгограду») и вышел в финал Кубка России. Летом 2012 года Шертвитис готовился окончательно завершить карьеру, но решил провести ещё один сезон в петербургском клубе ВМФ под руководством Юрия Чумакова: на игры он прилетал из Берлина, где поддерживал форму и занимался тренерской работой.

#### В сборных
Шертвитис начинал играть за юношескую сборную СССР, некоторое время играл за вторую сборную СССР, но после распада СССР оказался в сборной Казахстана, с которой выиграл летние Азиатские игры 1994 года. После переезда в Германию сменил гражданство на немецкое. Дважды Шертвитис выступал за сборную Германии на Олимпиадах в 2004 и 2008 годах. Провёл по 7 матчей на каждой Олимпиаде, забив 3 гола на Олимпиаде 2004 года (итоговое 5-е место) и 9 голов на Олимпиаде 2008 года (итоговое 10-е место).
В интервью 2011 года он сказал, что в 2007 году получил российское гражданство, но считал возможность выступления за сборную России маловероятной. Согласно заявлению Федерации водного пола России от августа 2008 года, Шертвитис как игрок с двойным гражданством считался всё ещё легионером в чемпионате России. Всего отыграл за сборную Германии более 10 лет.

### Личная жизнь
Владеет русским и немецким языками. Из классической литературы выделял прозу Пушкина, относясь прохладно к поэзии. В немецкой литературе выделял Зигфрида Ленца, но важнейшим считал «Фауста» Гёте. В интервью 2012 года сказал, что предпочитает хорошее пиво, виски или вино, но считал неприемлемым употребление наркотиков, поскольку это наносило невосполнимый вред спортсмену.

## Комментарии
1. ↑  В некоторых источниках по ошибке указана дата 9 февраля 1972 года[3]